# Cambarus batchi
Cambarus batchi är en kräftdjursart som beskrevs av Schuster 1973. Cambarus batchi ingår i släktet Cambarus och familjen Cambaridae. IUCN kategoriserar arten globalt som livskraftig. Inga underarter finns listade i Catalogue of Life.